# Somerset and Dorset West (circonscription du Parlement européen)
Somerset and Dorset West était une circonscription du Parlement européen couvrant tout le Somerset en Angleterre, ainsi que des parties d'Avon et de l'ouest du Dorset. 
Avant l’adoption uniforme de la représentation proportionnelle en 1999, le Royaume-Uni utilisait le système uninominal à un tour pour les élections européennes en Angleterre, en Écosse et au pays de Galles. Les conscriptions du Parlement européen utilisées dans ce système étaient plus petites que les circonscriptions régionales les plus récentes et ne comptaient chacune qu'un seul membre au Parlement européen.
Lors de sa création en Angleterre en 1984, il se composait des circonscriptions du Parlement de Westminster (sur leurs limites de 1983) de Bridgwater, Somerton and Frome, Taunton, Wells, West Dorset, Weston-super-Mare, Woodspring, et Yeovil.
La circonscription a remplacé Somerset et certaines parties du Wessex. Il a lui-même été remplacé par une grande partie du Somerset and North Devon et des parties de Bristol du Dorset and East Devon en 1994. Ces sièges sont devenus une partie de la circonscription beaucoup plus grande du sud-ouest de l'Angleterre en 1999.

## Membre du Parlement européen
| Élection                    | Élection | Portrait | Membre        | Parti        |
| --------------------------- | -------- | -------- | ------------- | ------------ |
|                             | 1984     |          | Margaret Daly | Conservateur |
| 1994 circonscription abolie |          |          |               |              |

## Résultats des élections
Les candidats élus sont indiqués en gras.
| Parti         | Parti                                  | Candidat      | Voix    | %    | ± |
| ------------- | -------------------------------------- | ------------- | ------- | ---- | - |
|               | Conservateur                           | Margaret Daly | 98,928  | 50,9 | ' |
|               | Liberal                                | Richard Moore | 58,677  | 30,2 |   |
|               | Travailliste                           | Jane Linden   | 38,863  | 18,9 |   |
| Majorité      | Majorité                               | Majorité      | 40,251  | 20,7 |   |
| Participation | Participation                          | Participation | 196,468 | 36,0 |   |
|               | Conservateur vainqueur (nouveau siège) |               |         |      |   |

| Parti         | Parti                | Candidat             | Voix    | %    | ±     |
| ------------- | -------------------- | -------------------- | ------- | ---- | ----- |
|               | Conservateur         | Margaret Daly        | 106,716 | 45,0 | -5.9  |
|               | Green                | Richard Lawson       | 54,496  | 23,0 | New   |
|               | Travailliste         | Diana Organ          | 46,210  | 19,5 | +0.6  |
|               | SLD                  | Murdoch MacTaggart   | 28,662  | 12,1 | -18.1 |
|               | Wessex Regionalist   | Anthony Mockler      | 930     | 0,4  | New   |
| Majorité      | Majorité             | Majorité             | 52,220  | 22,0 | +1.3  |
| Participation | Participation        | Participation        | 237,014 | 40,7 | +4.7  |
|               | Conservateur retenir | Conservateur retenir | Swing   |      |       |